# Nina Arianda
Nina Arianda Matijcio (Ніна Аріанда Матійцьо; New York, 18 settembre 1984) è un'attrice statunitense.

## Biografia
Nata a Manhattan da una famiglia di origini ucraine e tedesche, ha frequentato la New School e la New York University. Nel 2012 ha vinto un Tony Award come miglior attrice in uno spettacolo grazie ad una trasposizione Off-Broadway di Venere in pelliccia.

## Filmografia

### Cinema
- La teoria delle ombre (William Vincent), regia di Jay Anania (2010)
- Mosse vincenti (Win Win), regia di Thomas McCarthy (2011)
- Higher Ground, regia di Vera Farmiga (2011)
- Midnight in Paris, regia di Woody Allen (2011)
- Tower Heist - Colpo ad alto livello (Tower Heist), regia di Brett Ratner (2011)
- Lucky Them, regia di Megan Griffiths (2013)
- La scomparsa di Eleanor Rigby (The Disappearance of Eleanor Rigby), regia di Ned Benson (2013)
- Rob the Mob, regia di Raymond De Felitta (2014)
- Florence (Florence Foster Jenkins), regia di Stephen Frears (2016)
- Stanlio & Ollio (Stan & Ollie), regia di Jon S. Baird (2018)
- Richard Jewell, regia di Clint Eastwood (2019)
- A proposito dei Ricardo (Being the Ricardos), regia di Aaron Sorkin (2021)

### Televisione
- The Good Wife – serie TV, episodio 3x03 (2011)
- 30 Rock – serie TV, episodio 7x03 (2012)
- Hostages – serie TV, episodio 1x06 (2013)
- Hannibal – serie TV, 4 episodi (2015)
- Golia (Goliath) – serie TV, 31 episodi (2016-2021)
- Billions – serie TV, 10 episodi (2019)
- La fantastica signora Maisel (The Marvelous Mrs. Maisel) – serie TV, episodi 5x01-5x04-5x08 (2023)
- Étoile – serie TV, episodi 1x07-1x08(2025)

## Teatro
- Venere in pelliccia di David Ives. Classic Stage Company dell'Off-Broadway (2010)
- Born Yesterday di Garson Kanin. Cort Theatre di Broadway (2011)
- Venere in pelliccia di David Ives. Lyceum Theatre di Broadway (2011)
- Tales From Red Vienna di David Grimm. Manhattan Theatre Club dell'Off-Broadway (2014)
- Pazzo d'amore di Sam Shepard. Samuel J. Friedman Theatre di Broadway (2015)

## Riconoscimenti
- Tony Award
  - 2012 – Miglior attrice protagonista in un'opera teatrale per Venere in pelliccia

## Doppiatrici italiane
Nelle versioni in italiano delle opere in cui ha recitato, Nina Arianda è stata doppiata da:
- Claudia Razzi in Golia, Stanlio & Ollio
- Alessia Amendola in Being the Ricardos
- Daniela Calò in Richard Jewell
- Franca D'Amato in Midnight in Paris
- Francesca Fiorentini in Florence
- Giò Giò Rapattoni in Mosse vincenti
- Rossella Celindano in La scomparsa di Eleanor Rigby
- Silvia Tognoloni in The Good Wife
- Tiziana Avarista in Tower Heist - Colpo ad alto livello
- Federica De Bortoli in Billions